# Wilhelm Dönitz
Friedrich Karl Wilhelm Dönitz (* 27. Juni 1838 in Berlin; † 12. März 1912 daselbst) war ein deutscher Mediziner, Zoologe und Entomologe, der auch in Japan einen bedeutsamen Beitrag zur Modernisierung der Medizin leistete.

## Studium und frühe Karriere
Wilhelm Dönitz wurde in Berlin als Sohn eines Kleidermachers geboren. 1859 begann er ein Medizinstudium an der Friedrich-Wilhelms-Universität, das er am 15. Januar 1864 mit einer Dissertation „De tunicae intestinorum villosae epithelio“ abschloss. Anschließend wurde er Assistent bei Karl Bogislaus Reichert (1811–1883) im Anatomischen Institut. Zugleich führte er Forschungen unter der Anleitung des Klinikers Friedrich Theodor von Frerichs (1819–1885) durch. Während dieser Jahre befasste er sich bereits mit Zoologie und Parasitologie. 1873 wurde ihm der Professorentitel verliehen.

## Japanaufenthalt

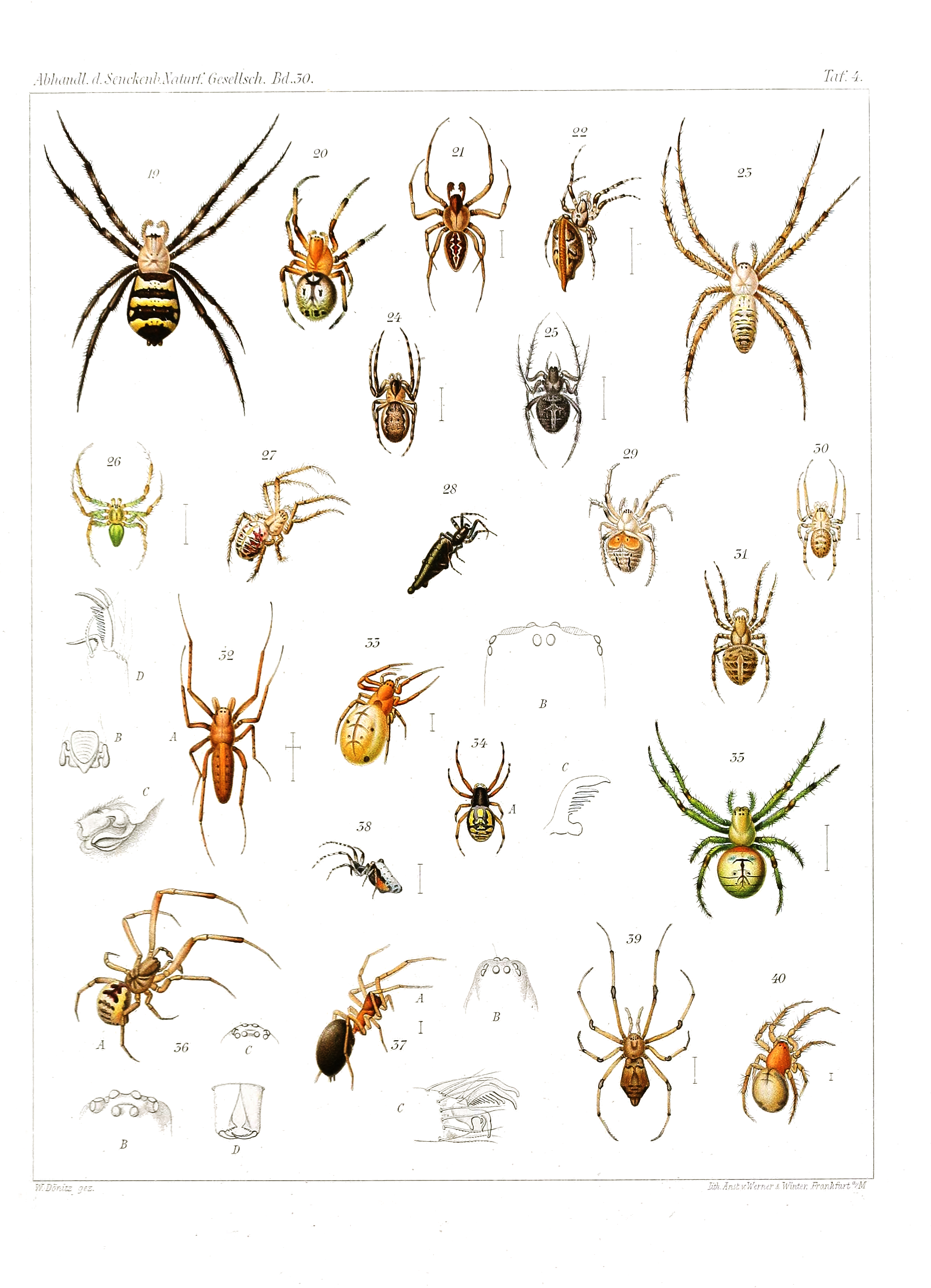
Spinnen aus der Sammlung von Wilhelm Dönitz (Abhandlungen der Senckenbergischen Naturforschenden Gesellschaft, Bd. 30)

Nach dem Zusammenbruch der Tokugawa-Dynastie hatte die junge Meiji-Regierung im Jahr 1870 die Einführung der westlichen Medizin auf der Grundlage der deutschen Medizin beschlossen. In der Folge wurden deutsche Mediziner nach Japan eingeladen, darunter Dönitz. Am 10. Juli 1873 brach er nach Tokio auf. Mit ihm zusammen kehrte der erste japanische Auslandsstudent Hagihara Sankei (1840–1894) zurück, der in Berlin Medizin studiert und wie Dönitz eine Berufung erhalten hatte. Dönitz lehrte Anatomie an der Medizinischen Akademie Tōkyō (Dai ichi daigaku igakkō, heute Fakultät für Medizin der Universität Tōkyō). Zu dieser Zeit waren die Deutschkenntnisse der Studenten bereits so weit gediehen, dass der Unterricht ohne Dolmetscher stattfand. Sektionen wurden bis dato kaum durchgeführt, weshalb Dönitz regelmäßige Instruktionen in Anatomie und Pathologischer Anatomie einführte. Dönitzens Instruktionen gingen in das landesweit genutzte Anatomiebuch Kaibō-ranyō ein, das einer seiner Studenten, Taguchi Kazuyoshi, 1877 publizierte.
Dönitz baute zugleich die polizeimedizinische Schule in Tokio auf und war – zunächst nebenamtlich, später hauptamtlich – der einzige Gerichtsmediziner dort. 1875 lernte er den schottischen Arzt Henry Faulds (1844–1930) kennen, der versuchte, Fingerabdrücke zur Identifizierung von Tätern in die Forensik einzuführen. Dönitz übernahm dieses Verfahren in die von ihm aufgebaute japanische Gerichtsmedizin. Japanische Zeitungen jener Jahre erwähnen seine hervorragende Sektionstechnik bei Leichenschauen.
1876 brachen die Verhandlungen über eine Vertragsverlängerung wegen Differenzen hinsichtlich der Entlohnung zusammen. Dönitz ging hierauf an die Medizin-Schule in Nagasaki. 1879 nahm er nach einem Heimaturlaub eine Stelle an der Medizinschule Saga an. Hier widmete er sich besonders hygienischen Aufgaben und führte auch Operationen durch.
Während der Jahre in Japan beschäftigte sich Dönitz intensiv mit Tausendfüßern (Myriapoda), Spinnen (Arachnida) und Muscheln (Bivalvia) und legte eine umfangreiche Sammlung an, die später in den Besitz der Senckenbergischen Naturforschenden Gesellschaft überging.
1886 kehrte er schließlich nach Deutschland zurück.

## Weitere Karriere in Deutschland
Nach der Rückkehr arbeitete er sieben Jahre in Berlin am Hygienischen Institut von Robert Koch (1843–1910), das 1891 in Institut für Infektionskrankheiten umbenannt wurde. Dönitz half bei der Entwicklung der Tuberkuline. 1893 ernannte man ihn zum Leiter des Bakteriologischen Laboratoriums für Cholera-Untersuchungen in Bonn. Hier blieb er bis 1896. Es folgten drei Jahre in dem von Paul Ehrlich (1854–1915) geleiteten Königlich Preussischen Institut für Serumforschung und Serumtherapie in Steglitz bei Berlin. Als dieses in ein Institut für Experimentelle Therapie umgewandelt und nach Frankfurt a. M. verlegt wurde, siedelte er nach Frankfurt über, kehrte jedoch schon im Dezember 1899 wegen seiner Ernennung zum Medizinalrat und Vorsteher der Kranken-Abteilung des Instituts für Infektionskrankheiten nach Berlin zurück. Später erfolgte die Ernennung zum Direktor der wissenschaftlichen Abteilung dieses, von Koch und nach 1904 von dessen Schüler Georg Gaffky (1850–1918) geleiteten Instituts. Diese Stelle hatte Dönitz bis zu seinem Tode inne. Er starb nach einer Operation wegen eines bösartigen Tumors an einer Peritonitis purulenta.
Von Dönitz sind weit über 50 Arbeiten einschließlich seiner Dissertation bekannt. Als wichtig gelten die Publikationen zur Cholera und Lepra, über Zecken, die Anophelesmücke und Oxodiden. In der Regel illustrierte er als begabter Zeichner seine Studien selbst.
Hinsichtlich Japans macht Dönitz sich mit der allgemeinen Einführung der Sektion in die medizinische Ausbildung, mit der Etablierung der Gerichtsmedizin sowie seinen Beiträgen zur Verbesserung der hygienischen Verhältnisse verdient. Eine Reihe von Spinnen trägt seinen Namen: Plexippoides doenitzi (Karsch, 1879), Araneus doenitzella (Strand, 1906), Lycosa doenitzi (Bösenberg & Strand, 1906), Erigone doenitzi (Strand, 1918), Doenitzius peniculus (Oi, 1960), Doenitzius pruvus (Oi, 1960).

## Werke (Auswahl)
- Fridericus Carolus Guilelmus Doenitz: De tunicae intestinorum villosae epithelio : dissertatio inauguralis microscopico-anatomica. Berolini: Lange, 1864.
- Bemerkungen über Aino's. In: Mitteilungen der deutschen Gesellschaft für Natur- und Völkerkunde Ostasiens, Band I (1873–1876), Heft 6, S. 61–67.
- Über einen Toene von sich gebenden Schmetterling. Dito, S. 68–69.
- Über eine eigenthümliche Missbildung bei einer Katze. Dito, S. 69–70.
- Über die Abstammung der Japaner. In: Mitteilungen der deutschen Gesellschaft für Natur- und Völkerkunde Ostasiens, Band I (1873–1876), Heft 8, S. 39–41.
- Über Leichenverbrennung in Japan. In: Mitteilungen der deutschen Gesellschaft für Natur- und Völkerkunde Ostasiens, Band I (1873–1876), Heft 10, S. 28–29.
- Tabelle der Maasse von sieben weiblichen japanischen Becken. In: Mitteilungen der deutschen Gesellschaft für Natur- und Völkerkunde Ostasiens, Band II (1876–1880), Heft 11, S. 32.
- Über drei verschiedene Typen unter Japanerschädeln. In: Mitteilungen der deutschen Gesellschaft für Natur- und Völkerkunde Ostasiens, Band II (1876–1880), Heft 12, S. 69–70.
- Über den Vogelfang in Japan. Dito, Heft 12, S. 71–72.
- Über das Antitoxin des Tetanus. In: Deutsche Medizinische Wochenschrift, Nr. 23, (1897), S. 428–430.
- Bericht über die Thätigkeit des Kgl. Instituts für Serumforschung und Serumprüfung zu Steglitz. In: Klinisches Jahrbuch 1899.
- Über die Lebensweise zweier Vogelspinnen aus Japan. In: Sitzungsberichte der Gesellschaft Naturforschender Freunde zu Berlin, 1887, S. 49–51.
- Beitrage zur Kenntniss der Anopheles. In: Zeitschrift für Hygiene und Infektkrankheiten, Nr. 41, (1902), S. 15–88.
- Beitrage zur Kenntniss der Anopheles, II. Mittheilung. In: Zeitschrift für Hygiene und Infektkrankheiten, Nr. 43, (1903), S. 215–238.
- Die wirtschaftlich wichtigen Zecken mit besonderer Berücksichtigung Afrikas. Leipzig: Johann Ambrosius Barth, 1907.